# Berardius minimus
Berardius minimus – gatunek dużego ssaka morskiego, walenia z rodziny zyfiowatych (Ziphiidae). Formalnie opisany w sierpniu 2019 roku, zamieszkuje zimne wody północnego Pacyfiku. Zaobserwowano go tylko kilkakrotnie, a informacji na jego temat pozostaje niewiele. Biologią prawdopodobnie zbliżony do dziobogłowca północnego (B. bairdii). Odżywia się rybami i innymi organizmami zamieszkującymi głębiny. Ze względu na ograniczone dane i mały zasięg występowania IUCN uznaje Berardius minimus za gatunek bliski zagrożenia, oznaczony sygnaturą NT.

## Historia odkryć i systematyka

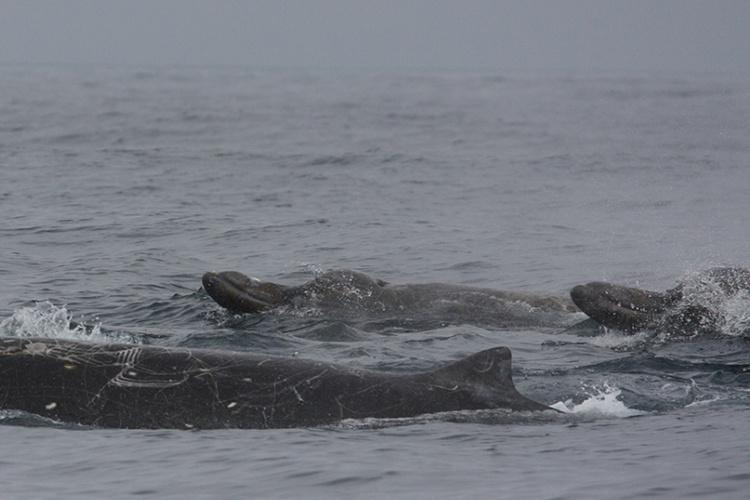
Grupa dziobowali północnych. Berardius minimus został wydzielony z d. północnego w 2019 roku

Rodzina zyfiowatych (Ziphiidae) jest obecnie najbogatszą w gatunki grupą zębowców (Odontoceti); grupuje ona kilka rodzajów tj. dziobogłowiec (Berardius), butlogłów (Hyperoodon), tropikowal (Indopacetus), dziobowal (Mesoplodon), tasmanowal (Tasmacetus) oraz zyfia (Ziphius). Początkowo wielorybnikom, jak i teriologom znane były dwa gatunki z rodzaju dziobogłowiec – dziobogłowiec północny (B. bairdii) oraz dziobogłowiec południowy (B. arnuxii). Frederick William True w 1910 roku, zliczając zachowane okazy zyfiowatych, stwierdził, że przedstawiciele Berardius są najrzadsze spośród wszystkich taksonów rodziny oraz jedynie 14 okazów udało się odłowić. W tym samym roku Roy Chapman Andrews zwiedził Narodowe Muzeum Przyrody i Nauki w celu odszukania szkieletu dziobogłowca północnego – w owym czasie potwierdzono występowanie tego gatunku u wód Japonii, kwestionowano również, że lokalna nazwa „tsuchi-kujira” przypisana jest właśnie jemu. Inni badacze jednak, jak N. Okada, przypisali tę nazwę butlogłowi północnemu (H. ampullatus); jednakże podczas porównania kośćca Andrews skłonił się do stwierdzenia, że osobniki nazywane „tsuchi-kujira” są dziobogłowcami północnymi. 
Z kolei łowcy waleni polujący u wybrzeży Hokkaido wyróżnili jeszcze dwie formy dziobogłowca północnego: jedna miała być jakoby większa, o ubarwieniu jasnoszarym, druga natomiast mniejsza, o czarnym ciele. Co ciekawe, pojęcie o prawdopodobnym nowym gatunku zyfiowatego wysunięto w 2016 roku, a w badaniach wzięto pod uwagę czarną formę B. bairdii.
Również i w 2019 roku Tadasu K. Yamada razem ze współpracownikami skupił się nad mniejszą formą dziobogłowca północnego. Autorzy uznali, że forma ta na tyle się różni, że uznano ją za nowy gatunek walenia i nazwali opisane przez siebie zwierzę Berardius minimus. Jako holotyp wyznaczono żuchwę, czaszkę oraz prawie kompletny szkielet pozaczaszkowy dorosłego samca – szczątki oznaczono numerem katalogowym NSMT-M35131. Wszystkie te części ciała zostały pozyskane przez studentów z gnijącego truchła wyrzuconego na brzeg w 2008 roku, a dodatkowo tkanki miękkie zwierzęcia zakonserwowano i zachowano w zbiorach amerykańskiego Narodowego Muzeum Historii Naturalnej. Jako miejsce typowe wskazano miasteczko Tokoro na wyspie Hokkaido w Japonii (współrzędne: 44°07′14,5″N 144°06′29,6″E/44,120694 144,108222). Gatunek ten jest powszechnie akceptowany przez innych autorów, dodatkowo uznaje się go za monotypowego (brak wyróżnionych podgatunków).

### Etymologia
- Berardius (Berardus) – Auguste Bérard (1802–1846), kapitan (późniejszy admirał) francuskiej marynarki wojennej, dowódca korwety „Ren”, na której podczas rejsu zebrano holotyp rodzaju[8].
- minimus – najmniejszy. Naukowcy nadali taki epitet gatunkowy nowemu gatunkowi, gdyż waleń uchodzi za najmniejszego spośród wszystkich przedstawicieli rodzaju. Chociaż japońscy wielorybnicy nazywają go „kuro-tsuchi”, co można tłumaczyć jako „czarny dziobogłowiec północny”, to jednak nie zawsze ciało tego gatunku jest całkowicie czarne (patrz: morfologia), toteż naukowcy w nazwie naukowej nawiązali do wielkości B. minimus, a nie ubarwienia[3].

### Filogeneza
Naukowcy w celu zbadania relacji filogenetycznych pomiędzy przedstawicielami rodzaju dziobogłowiec użyli sekwencji nukleotydów pobranych z regionu kontrolnego mitochondrialnego DNA (mtDNA). Próbki pobrane od ośmiu osobników B. minimus wykazały pięć haplotypów z różnicami zaledwie 1–4 nukleotydów; stosując sekwencję regionu kontrolnego wykazano, że nowy gatunek różni się od swych krewniaków – różnica ta wynosiła 18–22 nukleotydów w przypadku B. bairdii oraz 25–29 w przypadku B. arnuxii; zaś różnica w mitochondrialnym DNA między gatunkami wynosiła 12–16 nukleotydów. Z tego względu klad bairdii–arnuxii jest siostrzany w stosunku do B. minimus, a ten ostatni jest najbardziej bazalnym gatunkiem rodzaju. Jako grupę zewnętrzną w badaniach wybrano tropikowala dziobogłowego. Otrzymane wyniki przez autorów zostały zaprezentowane na poniższym kladogramie:
|  | B. bardii  |
|  |            |
|  | B. arnuxii |
|  |            |

|  | \| \| B. minimus \| \| \| \| |
|  |                              |
|  | B. minimus                   |
|  |                              |

|  | B. minimus |
|  |            |

|  | B. bardii  |
|  |            |
|  | B. arnuxii |
|  |            |

|  | \| \| B. minimus \| \| \| \| |
|  |                              |
|  | B. minimus                   |
|  |                              |

|  | B. minimus |
|  |            |

|  | \| \| Indopacetus pacificus \| \| \| \| |
|  |                                         |
|  | Indopacetus pacificus                   |
|  |                                         |

|  | Indopacetus pacificus |
|  |                       |

|  | B. bardii  |
|  |            |
|  | B. arnuxii |
|  |            |

|  | \| \| B. minimus \| \| \| \| |
|  |                              |
|  | B. minimus                   |
|  |                              |

|  | B. minimus |
|  |            |

|  | B. bardii  |
|  |            |
|  | B. arnuxii |
|  |            |

|  | \| \| B. minimus \| \| \| \| |
|  |                              |
|  | B. minimus                   |
|  |                              |

|  | B. minimus |
|  |            |

|  | \| \| Indopacetus pacificus \| \| \| \| |
|  |                                         |
|  | Indopacetus pacificus                   |
|  |                                         |

|  | Indopacetus pacificus |
|  |                       |

## Występowanie
B. minimus zamieszkuje zimne wody zachodniej i centralnej części północnego Pacyfiku. Znany jest z wód północnej części Hokkaido (40–60°N), Rosji oraz zachodnich wysepek Alaski USA (140°E–160°W). Bazując na cechach anatomicznych czaszki stwierdzono ten takson czterokrotnie u północnych wód Hokkaido, u wybrzeży Sachalinu oraz Unalaski dwukrotnie, wyspy Kunaszyr raz, kilka razy stwierdzony został z półwyspu Alaska; natomiast pobrane genetyczne próbki w liczbie 178 (uzyskane z obszaru sięgajcego od Japonii po Zatokę Kalifornijską) ujawniły, że ssak ten obecny jest nieopodal Aleutów i na Morzu Beringa. W porównaniu do swego krewniaka, dziobogłowca północnego, B. minimus ma ograniczony zasięg występowania – spośród 24 zbadanych, odłowionych u Wysp Komandorskich osobników przynależących do rodzaju Berardius żaden z nich nie przynależał do opisywanego taksonu. Możliwe, że żyje on również dalej na południe, gdyż na ciałach niektórych okazów widoczne są blizny po ukąszeniach rekina foremkowego (Isistius brasiliensis).
Z powodu ograniczonych danych oraz obserwacji IUCN w swej bazie danych nie wyświetla mapy występowania dla tego gatunku.

## Charakterystyka i budowa

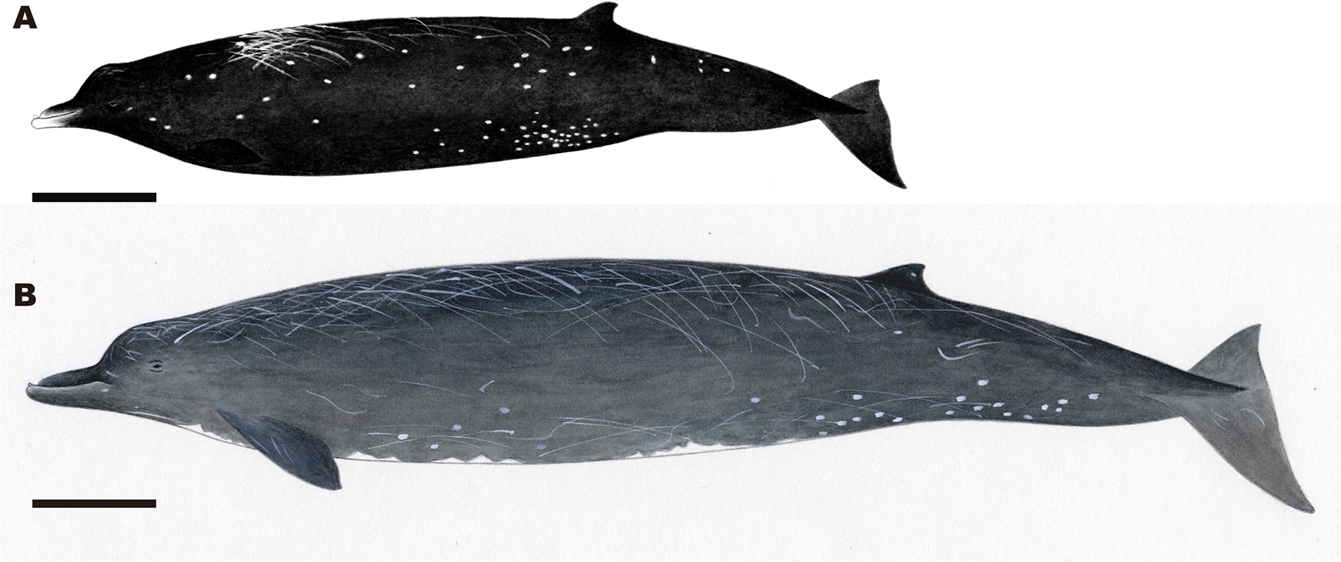
Porównanie wielkości dziobogłowca północnego i Berardius minimus

Jak dotąd wiadomo, największe dorosłe osobniki osiągają 6,9 m. Morfologia opisana w pracy z 2019 roku została oparta na osobniku (samcu) wyrzuconym na brzeg w 2012 roku na Sarufutsu.
Ciało jest całe prawie czarne (ciemnobrązowe), region dzioba jest biały. Dla porównania ciało dziobogłowca północnego określono jako łupkowoszare, a dziobogłowca południowego jako czarne lub jasnoszare. Co ciekawe, tułów nie jest zawsze czarny, a ciało może być usiane różnymi ranami i otarciami. Jest to średniej wielkości zyfiowaty, różniący się od swych krewniaków mniejszym rozmiarem, krótkim dziobem, a na ciele znajdują się kontrastujące z ciemnym tłem blizny pozostawione po rekinach foremkowych. Ugryzienia te są widoczne, ale nie tak wyraźnie jak u innych waleni – zyfii gęsiogłowej (Ziphius cavirostris), dziobowala zwartopyskiego (Mesoplodon densirostris) czy płetwala czerniakowego (Balaenoptera borealis). Nie stwierdza się białej plamy na spodzie ciała. W rzeczywistości nie wiadomo, jak wyglądają samice.  Dziób wąski, prosty i krótki w proporcji do ciała (stanowi 4% całego ciała). Płetwy przekształcone z przednich kończyn (ang. flippers) krótkie (pojedyncza płetwa stanowi średnio 11,4% całego ciała). Płetwa grzbietowa mała, ulokowana na siódmej części ciała.  
Wyraźnie mała długość ciała osobników dojrzałych oraz fizycznie i proporcjonalnie krótszy dziób to najbardziej wiarygodne cechy wskazujące, że dana populacja reprezentuje gatunek wcześniej nieznany nauce. U pokrewnego d. północnego proporcje czaszki są małe, mniejsze niż u B. minimus. Płaty płetwy ogonowej (ang. flukes) nie posiadają wcięcia pośrodku. Nozdrze w kształcie półksiężyca skierowane do tyłu jest cechą typową dla rodzaju Berardius. Ciało jest bardziej wrzecionowate niż u innych przedstawicieli rodzaju. Czaszka jest podobna pod względem budowy do czaszek pokrewnych dziobogłowców. Opisywany ssak morski ma jednak krótszy dziób w porównaniu z długością kłykciowo-podstawną, mniejsza jest również komora ucha środkowego oraz periotic bone. Kość gnykowa, tylohyal oraz basihyal nie są zrośnięte. W projekcji czołowej widoczne jest rozszerzenie kości przedszczękowej w jej tylnej części.W stosunku do szerokości, wysokość czaszki jest duża w porównaniu do czaszek obu kolejnych Berardius. Podobnie jak w przypadku B. bairdii oraz B. anuxii, szczęki są wyposażone w dwie pary zębów u końca żuchwy; przedni ząb jest znacznie większy niż tylny. Kręgosłup ma proporcjonalnie wysokie wyrostki kolczyste, co jest też obserwowane u innych przedstawicieli wali butlogłowych. Buduje go 7 kręgów szyjnych, 10 piersiowych, 10 lędźwiowych oraz 19 ogonowych, co daje sumę 46. Pierwszy i trzeci kręg szyjny są ze sobą złączone, zaś czwarty i piąty są najwyższe. Jest 10 par żeber. Sparowane skostniałe kości miednicy mają powierzchnię boczną, która jest dość gładka. Nie udało się zebrać szczątkowej kości udowej lub innych kości przynależących do szkieletu kończyn. Kości palców płetwy przedniej nie udało się zachować. 

## Biologia
Praktycznie nic nie wiadomo o biologii i środowisku tego gatunku. Przypuszcza się, że zamieszkuje on podobne tereny co dziobogłowiec północny tzn. w pobliżu gór podmorskich na zimnych wodach. Podobnie jak wspomniany poprzedni gatunek, jego dieta może się składać z głębinowych dorszokształtnych (Gadiformes), głowonogów (Cephalopoda) oraz skorupiaków (Crustacea).

## Status
Międzynarodowa Unia Ochrony Przyrody (IUCN) uznała ten gatunek dziobogłowca za gatunek bliski zagrożenia (NT – Near Threatened). Całkowita liczebność populacji nie została oszacowana, a całkowity trend populacji uznano za spadkowy. Nie ma żadnych informacji dotyczących liczebności tego walenia czy też jej trendów, gatunek został ujrzany niewiele razy w obrębie swego ograniczonego zasięgu występowania. Początkowo nie został poddany ocenie zagrożenia (NE – Not Evaluated). Dodatkowo często jest mylony z dziobogłowcem północnym, co może oznaczać, że jest on znacznie rzadszy niż jego krewniak. Wytyczne dotyczące ustanawiania statusu populacji poszczególnych gatunków (stan na 2019 rok) mówią: „jeśli dane są niepewne i gatunek może zostać zaliczony do kat. CR, jak i LC, to można jako substytut oznaczyć ten takson sygnaturą DD”; jednakże B. minimus nie powinien zostać sklasyfikowany do kat. LC, gdyż areał występowania jest zbyt mały, a sam gatunek uznawany za rzadki, by nadanie takiego statusu można było uznać za wiarygodne.
Nieznana jest całkowita liczebność populacji, jak podano, chociaż zbadano populację dziobogłowca północnego zanim tenże takson został opisany – całkowita populacja tych waleni występujących na Morzu Ochockim wynosiła liczyła 663 osobników w latach 80. Jednak IUCN podaje, że B. minimus jest rzadki, a sama populacja liczy niewiele okazów.
Nie wydaje się, ażeby ssak ten stanowił obiekt polowań wielorybników, choć przypuszcza się, że może on być odławiany (przynajmniej okazjonalnie) razem z B. bairdii na wodach Hokkaido. Przykładowo, w 2004 roku zabito przypadkowo u wybrzeży Shibetsu niezidentyfikowanego walenia, który później został uznany za osobnika B. minimus. Wiadomo również, że w takle i sieci skrzelowe zaplątują się i toną zyfiowate, jednak w przypadku nowo poznanego gatunku nieznane jest oddziaływanie takiego typu sprzętu rybackiego. Kolejnym zagrożeniem dla wali butlogłowych mogą być głośne podwodne dźwięki – produkowane przez wojskowe sonary lub poprzez sejsmikę refleksyjną; zwierzęta pod wpływem zakłóceń są spychane na mielizny, gdzie wyrzucone na brzeg wkrótce zdychają – zaobserwowano, że na ciałach takich okazów występują przewlekłe uszkodzenia tkanek, co jest spowodowane ulatnianiem się pęcherzyków gazu tworzącego się wewnątrz organizmu. Kolejnym niebezpieczeństwem dla zyfiowatych powodującym istotną przyczynę umieralności jest mikroplastik – kumuluje się on w przewodzie pokarmowym i blokuje go oraz wydziela trujące substancje. Ocieplanie się klimatu też może negatywnie oddziaływać na B. minimus.
Chociaż wszystkie z powyższych zagrożeń nie wydają się być bezpośrednim ryzykiem, to ich kumulacja może źle wpłynąć na populację tego ssaka.